# Chow Tai Fook Centre
Chow Tai Fook Centre — хмарочос в Гуанчжоу, КНР. Висота 116-поверхового хмарочосу становить 530 метрів. Будівництво було розпочато в 2010 і завершено в 2016 році.
Після завершення будівництва цей хмарочос став одним з найвищих в КНР і світі.